# Arthur Calder-Marshall
Pour les articles homonymes, voir Calder et Marshall.
Arthur Calder-Marshall, né le 19 août 1908 à El Misti, un quartier de Wallington, dans le Surrey (Angleterre), et mort le 17 avril 1992, est un romancier, essayiste, critique, mémorialiste et biographe britannique.